# Tratado de Londres (1946)
El Tratado de Londres fue firmado entre el Reino Unido y el Emirato de Transjordania el 22 de marzo de 1946 y entró en vigor el 17 de junio de 1946.

## Contexto
El tratado se refería a la soberanía e independencia del estado árabe de Jordania (oficialmente Transjordania), que pasaría a ser conocido como el Reino Hachemita de Transjordania, con el emir Abdalá I como su rey. 
Sin embargo, Gran Bretaña mantendría bases militares en el país y continuaría subvencionando y apoyando a la Legión Árabe, ya que el tratado estaba diseñado para otorgarle a Gran Bretaña la mayor libertad de acción posible.
El Tratado de Londres sustituyó al anterior mandato anglo-transjordano, la Ley Orgánica de 1928. Este mandato liberalizó varias restricciones sobre Transjordania. Sin embargo, el Reino Unido controlaba los asuntos financieros y la mayoría de las cuestiones de política exterior. Se consideró entonces un paso hacia la futura independencia.

## Independencia de Transjordania
La inminente independencia de Transjordania fue reconocida el 18 de abril de 1946 por la Liga de Naciones durante la última reunión de esa organización.
El 25 de mayo de 1946, Transjordania se convirtió en el «Reino Hachemita de Transjordania» cuando el «Emir» gobernante fue redesignado «Rey» por el parlamento de Transjordania el mismo día que ratificó el Tratado de Londres. El 25 de mayo aún se celebra el Día de Independencia en Jordania. Sin embargo, oficialmente el mandato de Transjordania finalizó el 17 de junio de 1946 cuando, de conformidad con el Tratado de Londres, se intercambiaron las ratificaciones en Ammán y Transjordania obtuvo la plena independencia.

## Consecuencias
Cuando el rey Abdullah solicitó su ingreso en las recién formadas Naciones Unidas, su solicitud fue vetada por la Unión Soviética, alegando que la nación no era "totalmente independiente" del control británico. Esto dio lugar a otro tratado con Gran Bretaña en marzo de 1948, en el que se eliminaron todas las restricciones a la soberanía. 
A pesar de ello, Jordania no se convirtió en miembro de pleno derecho de las Naciones Unidas hasta el 14 de diciembre de 1955, como parte de un acuerdo más amplio al que se adhirieron 16 países ese mismo día.